# 市川市文化会館
市川市文化会館（いちかわしぶんかかいかん）は、千葉県市川市にある文化施設である。

## 概要
市川市を代表するホールで、1985年（昭和60年）11月3日に開館した。
市内の各種イベントを初め、月に数回コンサートが開催される。入場料を徴収するコンサート等では当会館でも前売り券を発売する場合がある。

## 歴史
- 1985年（昭和60年）11月3日 - 開館。
- 1990年「市川市文化会館アプローチ歩道」で、平成2年度手づくり郷土賞（街灯のある街角）受賞。
- 2020年（令和2年）10月 - 大規模改修計画のため一時休館[2]。
- 2022年（令和4年）3月 - 改修完了し再開[2]。

## 施設
- 大ホール

メインとなるホールで定員は1,945名。
- 小ホール

建物2階にあるホールで、主に個人主催のイベントで使用される。定員は448名。
- 展示室
- 会議室
- 練習室
- 和室・茶華道室

## 交通
- 最寄りの鉄道駅
  - JR東日本 中央・総武緩行線 本八幡駅（南口）より徒歩約10分
  - 都営地下鉄 新宿線 本八幡駅（A3出口）より徒歩約10分
  - 京成電鉄 京成本線 京成八幡駅より徒歩約15分
- 最寄りのインターチェンジ
  - 京葉道路 京葉市川インターチェンジ
  - 東京外環自動車道 市川中央インターチェンジ